# Corentin Le Contel
 (mars 2025).
Corentin Le Contel, né le 20 août 1907 à Saint-Nazaire et mort le 31 mai 1977, à Guérande, est un homme politique français.

## Biographie
Ouvrier monteur aux Chantiers de Penhoët, il participe à la Résistance au sein des FTP. Son action lui vaut d'obtenir la Croix de guerre. Animateur du Parti communiste français à Saint-Nazaire, il est élu au Conseil de la République en décembre 1946. Lors des élections municipales d'octobre 1947, il est élu au conseil municipal de sa ville natale avec six autres de ses colistiers.

## Détail des fonctions et des mandats
Mandat parlementaire
- 8 décembre 1946 - 7 novembre 1948 : Sénateur de la Loire-Inférieure

Mandat local
- 1947-1953 ? : conseiller municipal de Saint-Nazaire